# Balatoncsicsó
Balatoncsicsó is een plaats (község) en gemeente in het Hongaarse comitaat Veszprém. Balatoncsicsó telt 169 inwoners (2001).